# San Vicente (Palawan)
San Vicente è una municipalità di prima classe delle Filippine, situata nella Provincia di Palawan, nella regione di Visayas Occidentale.
San Vicente è formata da 10 baranggay:
- Alimanguan
- Binga
- Caruray
- Kemdeng
- New Agutaya
- New Canipo
- Poblacion (San Vicente)
- Port Barton
- San Isidro
- Santo Niño